# یونسه هانین
یونسه هانین (انگلیسی: Yonese Hanine؛ زادهٔ ۲۰ فوریهٔ ۱۹۹۰) بازیکن فوتبال اهل ایتالیا است.
از باشگاه‌هایی که در آن بازی کرده‌است می‌توان به باشگاه فوتبال کیه‌وو ورونا، باشگاه فوتبال کروتونه، و باشگاه فوتبال آسکولی اشاره کرد.